# Halfdan Rasmussen
Halfdan Wedel Rasmussen (født 29. januar 1915 på Christianshavn i København, død 2. marts 2002 i Hornbæk) var en af Danmarks mest populære digtere. I den brede offentlighed er det nok hans børnerim, der er mest kendt. I 1958 vandt han De Gyldne Laurbær for digtsamlingen Torso, der var produktet af en rejse til Grækenland sammen med tegneren Ernst Clausen. I 1978 modtog Halfdan Rasmussen Herman Bangs Mindelegat og i 1988 Det Danske Akademis Store Pris.
De tidligste digte skrev han under indtryk af depressionen i 1930'erne og besættelsen. De var derfor overvejende advarende og pessimistiske, skønt der indimellem sneg sig et satirisk af slagsen ind. Senere er han blevet mere kendt for sine skægge og muntre Tosserier og Børnerim, fyldt med sproglige spil og overraskelser. Tosserierne er spændstige rim, der med humor i hånd behandler de mere alvorlige sider af tilværelsen, imens børnerimene gerne ligger et sted imellem de engelske nonsensrim og små, rappe historier. Gennemgående kan man sige, som Johannes Møllehave udtrykte det, at Rasmussens karakteristiske metode var at tage ordet på ordet. For eksempel kan en lille dreng, der er bange for lyn, ønske sig en lynlås, der kunne låse lynene fast, så de ikke sådan gik rundt og slog ned.
Rasmussens tidlige digte til voksne har en tendens til at være en kende for moralistiske og højstemte, mens de senere – måske under indtryk af børnerimenes fandenivoldske univers – er mere underspillede i deres insisteren på en humanisme. Selv om de alvorlige voksendigte holder et ganske højt niveau, er det i de legende tosserier og børnerim, hans sproglige talent for alvor folder sig ud.
Politisk var Halfdan Rasmussen en engageret kunstner, eksempelvis i Kampagnen mod Atomvåben, Folkebevægelsen mod EU og Amnesty International. Derudover var han særligt i sine ungdomsår også aktiv inden for anarkosyndikalisme. Fra 1935 var han skribent ved det syndikalistiske ugeblad Arbejdet, i 1961-62 redigerede og udgav han den revolutionær syndikalistleder Christian Christensens erindringsbøger. Hans politiske overbevisning kom også til syne i sangtekster. Fra sangeren Otto Brandenburgs album "Noget om..." fra 1976 kan særligt nævnes skæringen "Noget om helte".
Senere udgav Halfdan Rasmussen mange udgaver af "Tosserier", som i højere grad end efterkrigstidens triste digte fandt et stort og lydhørt publikum. Mest kendt er "Halfdans ABC", sjove digte med hvert af alfabetets bogstaver. Om sine forskellige genrer skriver han:
Jeg skriver sjove digte.

Jeg skriver også triste.

De første læser andre folk.

Selv læser jeg de sidste.

## Censur
Halfdan Rasmussens børnerim er blandt de tekster der i de senere år har været udsat for censur. Gyldendal der udgiver dem har ment at enkelte ord i samlingen, i dag kunne forstås racistisk, og at man ikke bør lære børnene at bruge ordene. Ændringerne har været stærkt omdiskuteret.

## Privat
Han var 1943–1973 gift med forfatterinden Ester Nagel (1918–2005), med hvem han fik to børn, skuespilleren Iben Nagel Rasmussen og musikeren Tom Nagel Rasmussen. I den sidste del af sit liv boede han sammen med billedkunstneren Signe Plesner, der tidligere havde været gift med hans gode ven, digteren Benny Andersen.